# Pardosa alasaniensis
Pardosa alasaniensis är en spindelart som beskrevs av Tamara Mcheidze 1997. Pardosa alasaniensis ingår i släktet Pardosa och familjen vargspindlar. Inga underarter finns listade i Catalogue of Life.